# Republic XP-69
Republic XP-69 – niezrealizowany projekt amerykańskiego samolotu myśliwskiego z czasów II wojny światowej. Maszyna miała być napędzana potężnym, gwiazdowym silnikiem w układzie poszóstnej gwiazdy.

## Historia
Prace nad nowym samolotem o bardzo wysokich osiągach rozpoczęły się w firmie Republic Aviation w 1940 roku. Samolot oznaczony jako AP-18 miał potencjalnie zastąpić myśliwiec Republic P-47 Thunderbolt. Aby zapewnić maszynie osiągnięcie zakładanych parametrów zdecydowano się zainstalować w samolocie silnik gwiazdowy Wright R-2160 Tornado. Była to 42-cylindrowa jednostka w układzie poszóstnej gwiazdy, chłodzona cieczą. Ogromny silnik planowano umieścić z tyłu kadłuba za kabiną pilota. Silnik miał być połączony wałem idącym pod kabiną z dwoma przeciwbieżnymi śmigłami. Na spodzie kadłuba zamierzano również zainstalować chłodnicę oleju i cieczy chłodzącej silnik. Duża moc silnika, laminarny profil skrzydła i czysta linia aerodynamiczna miały zapewnić odpowiednie osiągi. W lipcu 1941 roku United States Army Air Forces (USAAF) zamówiły dwa egzemplarze prototypowe, które otrzymały oznaczenie XP-69. W czerwcu 1942 roku przedstawiciele lotnictwa dokonali inspekcji gotowej drewnianej makiety samolotu. Niestety dla projektu prace nad silnikiem Wright R-2160 Tornado przedłużały się a ostatecznie nie zbudowano nawet działającego prototypu. Widząc, że nie ma szans aby ukończyć samolot ze sprawną jednostka napędową w realnym, dającym się zaakceptować terminie, 11 maja 1943 roku zakończono cały program. Decyzje było podjąć tym łatwiej, iż równolegle w wytwórni Republic trwały prace nad samolotem z mniej awangardowym napędem, myśliwcem Republic XP-72, którego przewidywane osiągi były również bardzo dobre.